# Пожога (Нижегородская область)
Пожо́га — деревня в Вачском районе Нижегородской области. Входит в состав Яковцевского сельсовета.
В прошлом — деревня Яковцевской волости Муромского уезда Владимирской губернии.
Находится на расстоянии около 2 км на север от села Яковцево. Расположена на высоком правом берегу Оки, на расстоянии до уреза воды около 1 км (по полевой автодороге около 2 км).
Около Пожоги существует пристань с одноимённым названием, через неё ранее осуществлялось регулярное пассажирское сообщение, в частности, в 1920-х годах существовала линия Москва — Нижний Новгород, а вплоть до 1990-х Касимов — Нижний Новгород. Расстояния по реке от Пожоги: до Москвы — 919 км, до Нижнего Новгорода — 147 км.

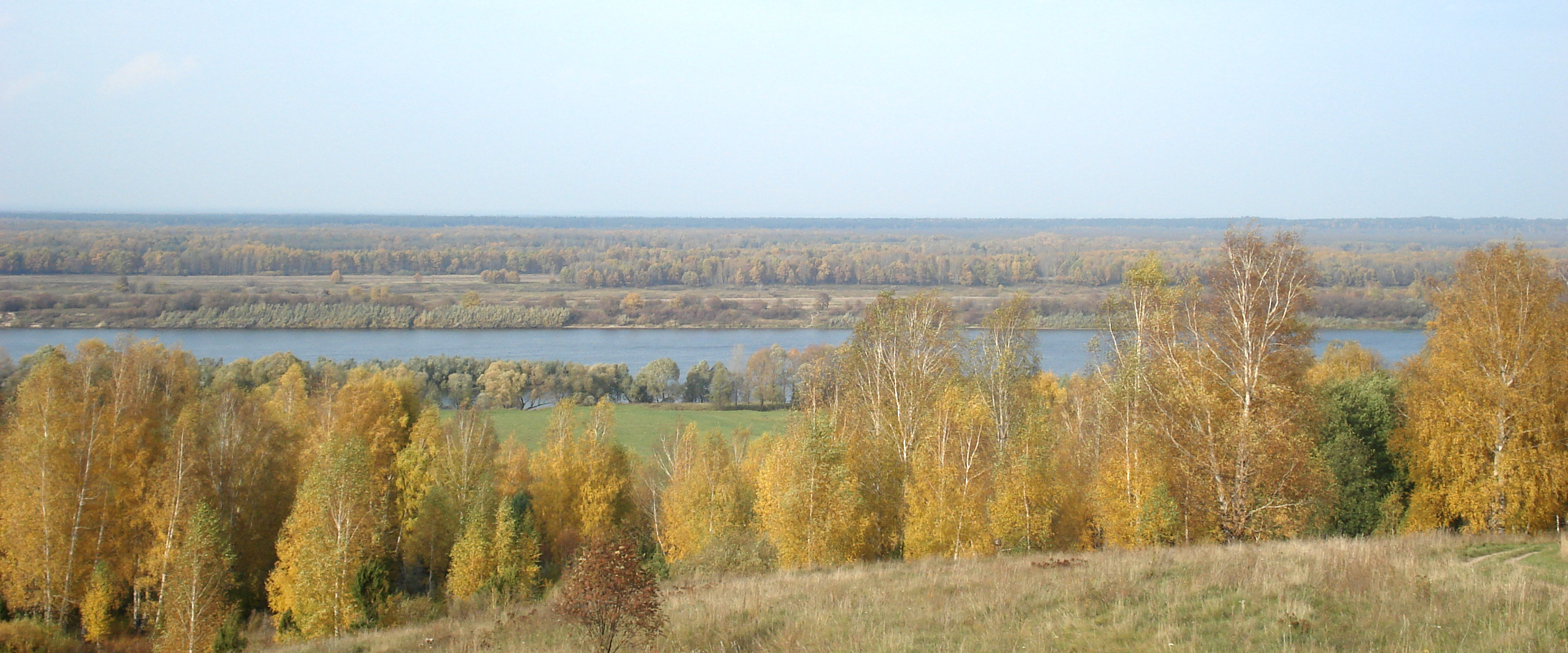
Вид на Оку около Пожоги

Участок леса по склону коренного берега Оки между деревней Сапун и пристанью Пожога площадью 134,7 га — памятник природы регионального значения.

## Пожога в исторических документах
- В окладных книгах Рязанской епархии за 1676 год в составе прихода села Яковцево упоминается деревня Пожога, в которой 22 дворов крестьянских и 2 бобыльских.
- В «Историко-статистическом описании церквей и приходов Владимирской Епархии» за 1897 год сказано, что в Пожоге 41 двор.

## Население
| 1859 | 1905 | 1926 | 1999 | 2002 | 2010 |
| ---- | ---- | ---- | ---- | ---- | ---- |
| 281  | ↗283 | ↘270 | ↘29  | ↘23  | ↘15  |

## Пожога в наши дни
В настоящее время в Пожоге нет никаких предприятий, учреждений, торговых точек. Однако это частично компенсируется близким расположением к Яковцево и асфальтовой дорогой до Яковцево. Асфальтовое покрытие есть и на главной улице Пожоги, что довольно редкое явление для деревень в этих местах.
Пожога телефонизирована и в ней установлен «красный» таксофон с номером (83173) 6-26-54.
В Пожоге сохранилось не менее четырёх «палаток» (о «палатках» см. Третье Поле) — дореволюционных, свойственных только данной местности, хозяйственных кирпичных строений кубической формы. Пожогские «палатки» отличаются кирпичным декором, индивидуальным у каждой.

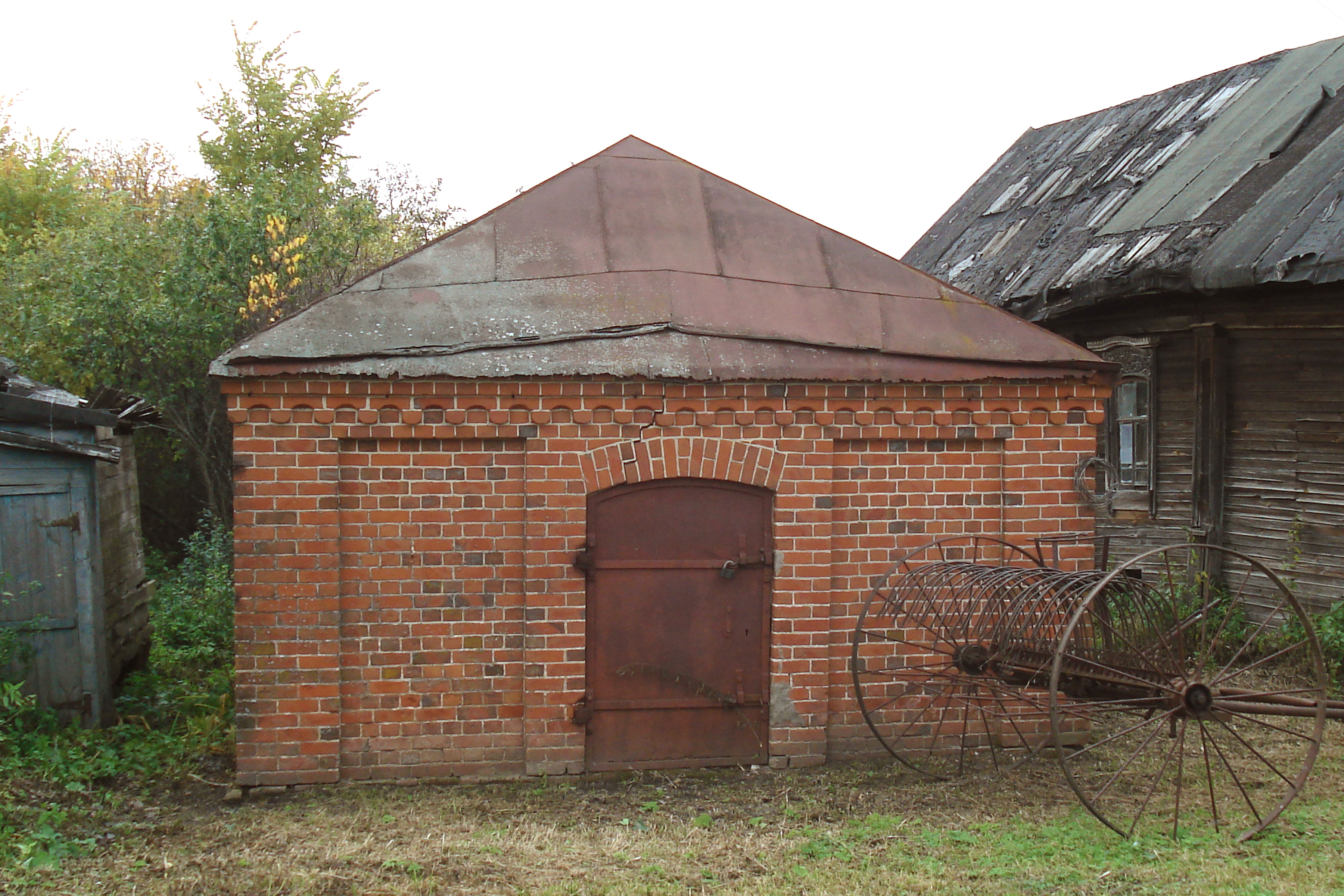
Одна из пожогских «палаток»

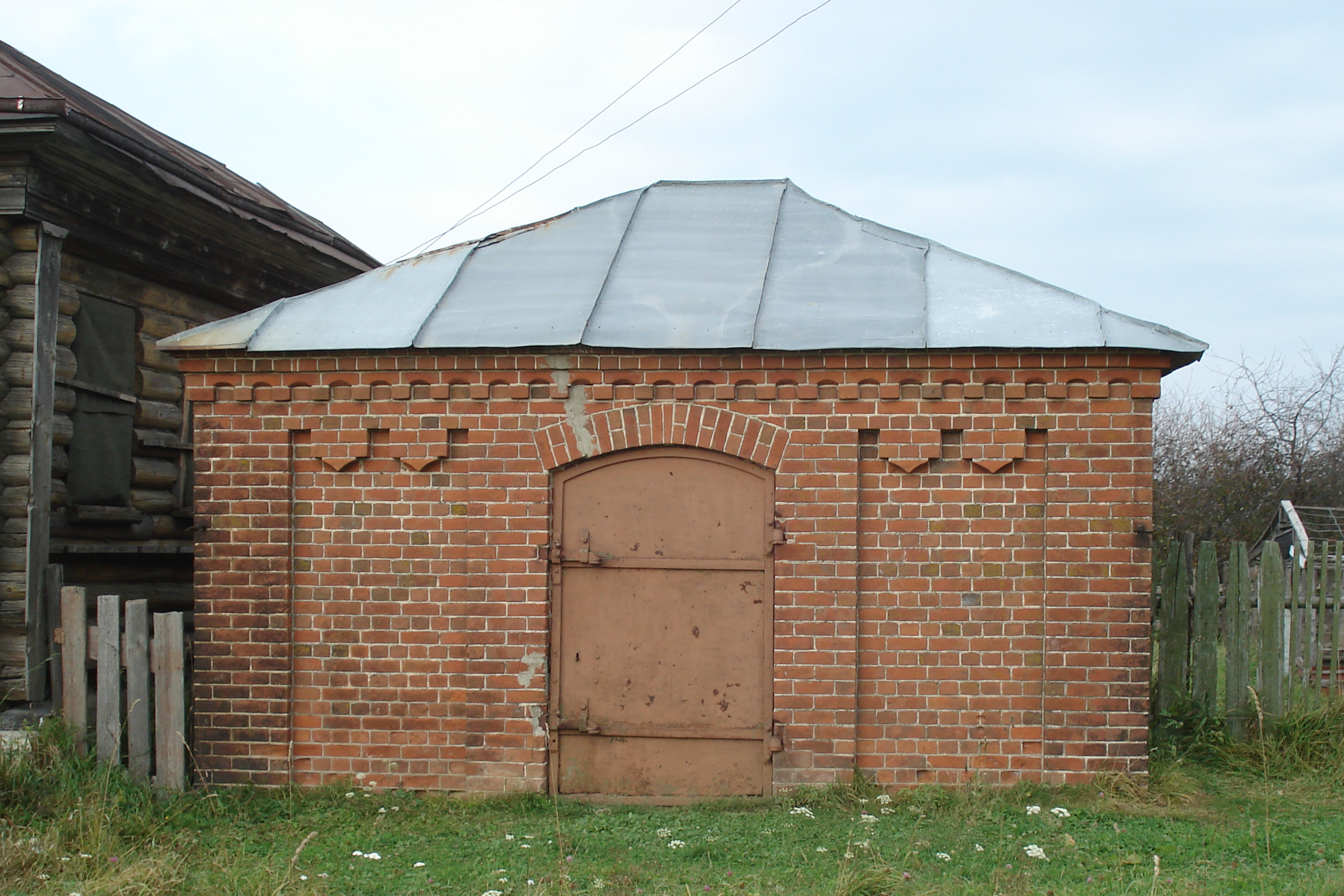
«Палатка» с оригинальным кирпичным декором

Доехать до Пожоги на автомобиле можно по автодороге Р125 Муром — Нижний Новгород, у Новосёлок повернуть по указателю, на Жайск и дальше, по указателю, на Яковцево, проехать через Яковцево и через 2 км будет Пожога.
Также можно воспользоваться автобусом Павлово—Яковцево и затем дойти до Пожоги пешком.
Регулярное пассажирское сообщение по Оке прекращено более 10 лет назад.